# Macchi М.18
Macchi M.18 — гідроплан, що вироблявся в Італії на початку 1920-х років.
Перший літак Macchi М.18 був спочатку задуманий як тримісний цивільний летючий човен, але в остаточному варіанті являв собою розвідник-бомбардувальник. Він був схожий на вдосконалений літак Macchi М.9, мав відкриті кабіни для пілота і другого пілота/спостерігача, розташовані поруч, прямо перед крилами з єдиним великим лобовим склом. Третя кабіна в носовій частині мала кільцеві напрямні для кулемета Vickers калібру 7,7 мм.

## Цивільний варіант
Спочатку був створений цивільний літак М.18 Economico з двигуном V.4B і двома пасажирами у відкритих кабінах. Згодом він був випущений також у варіанті М.18 Lusso (люкс) з двигуном V.6 більшої потужності і трьома пасажирами в закритій кабіні, і, нарешті, у варіанті М.18 Estivo (літній) c трьома пасажирами у відкритих кабінах. Всього було побудовано понад 70 цивільних літаків М.18.

## Військовий варіант
Перший військовий варіант був оснащений двигуном Isotta-Fraschini V-4В, згодом на серійних літаках встановлювалися двигуни V-6, а потім Asso. Палубний варіант зі складними крилами був відомий як М.18 AR.
М.18 AR зі складними крилами діяв з італійського авіаносця «Міралем». Деякі літаки М.18 були побудовані як навчально-тренувальні для ВПС Італії. Приблизно 20 М.18 в 1923 р. було продано Іспанії, деякі з них були варіантами AR, які діяли з авіаносця «Діда» і застосовувалися проти повстанців в Марокко. Деякі з них придбані такими фірмами, як Ad Astra Aero в Швейцарії, а компанія SISA використовувала їх для підготовки пілотів летючих човнів для авіасполучень в Адріатиці. Шість літаків М.18 експлуатувалися до 1936 р.

## Конструкція
Літак звичайної конструкції для Першої світової війни, це був летючий човен-біплан з крилами нерівного розмаху і стійками в стилі ферми Уоррена. Двигун зі штовхальним гвинтом був установлений у міжплощинному розриві, пілот і спостерігач сиділи у бік-о-бік відкритих кабінах. Відкрита позиція була представлена в носовій частині для навідника.

## Використання
Літаки використовувалися італійським військово-морським флотом. Останній раз використовувався цей літак проти повстанців у Марокко. Шість з 20 машин придбані Іспанії залишалися на службі до початку іспанської громадянської війни і були використані для атаки націоналістичних сил на Мальорці, а також здійснювали розвідувальні польоти. Португалія також використовувала літак, закупивши вісім літаків у 1928 році.
Парагвайський уряд купив два Macchi M.18 AR в кінці 1932 року для військово-морської авіації. Вони отримали номери R.3 і P.5 та інтенсивно використовувалися в Чакській війні (1932—1935). Обидва виконали багато розвідувальних польотів і здійснили чимало бомбардувань на Північному фронті під час війни. Перші повітряні бомбардування були здійснені вночі Літаком Р.5 22 грудня 1934. R.3 був зруйнований в результаті нещасного випадку в кінці війни, а Р.5 перебував на озброєнні до середини 1940-х років.